# 西山名駅

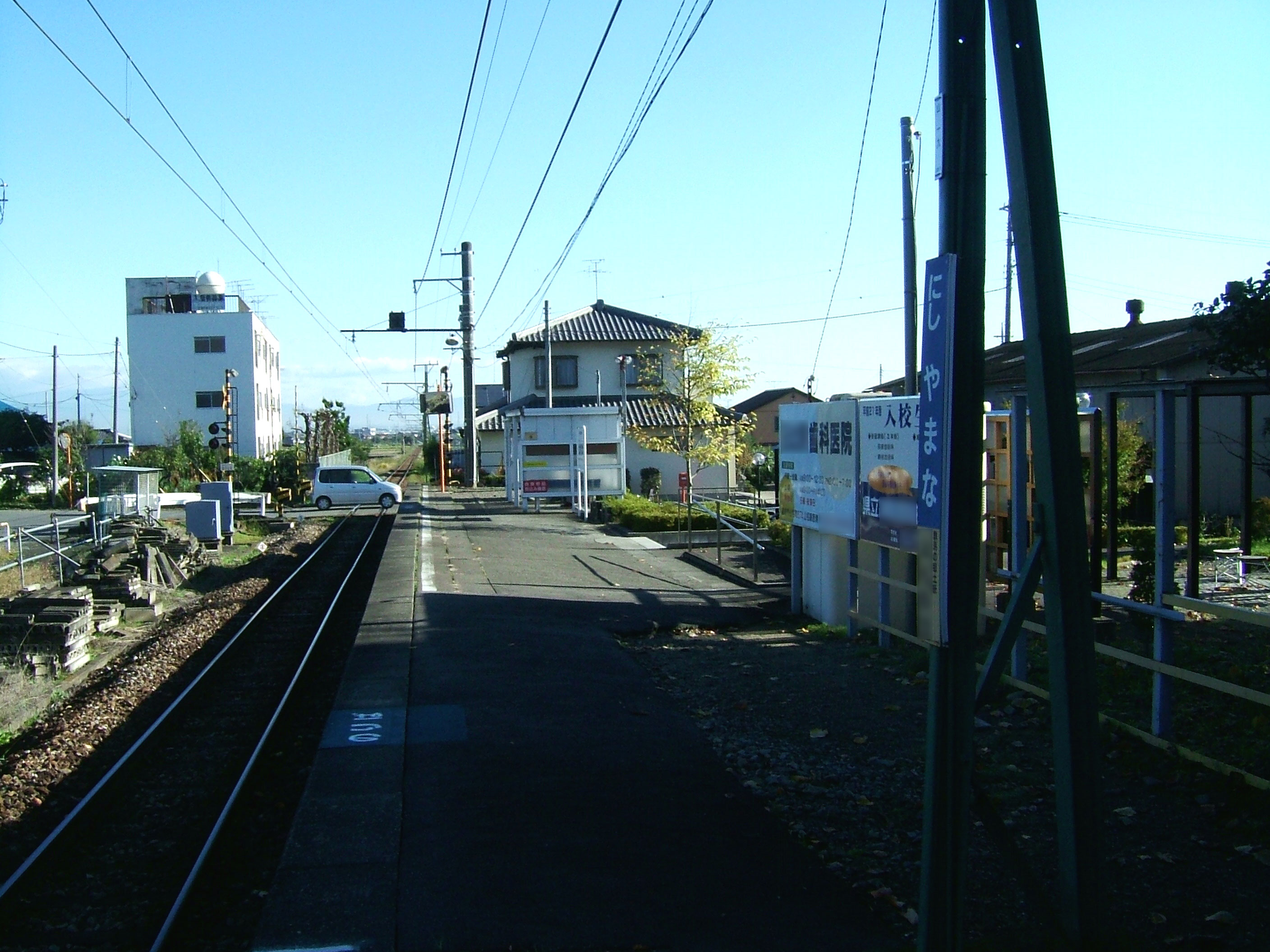
ホーム（2008年10月）

西山名駅（にしやまなえき）は、群馬県高崎市山名町にある上信電鉄上信線の駅。かつては有人駅だったが、現在は無人駅となっている。

## 歴史
- 1930年（昭和5年）6月15日：水泳場前駅として開業。

上信電鉄が沿線観光振興策として、近隣を流れる鏑川を堰き止め長さ数百メートルにもおよぶプールを建設した。往時には週末に実施されたイベントの度に在京の著名俳優なども訪れ、大いに賑わったという。
- 1938年（昭和13年）12月27日：駅名を入野駅に改称。戦時下の自粛ムードを受けて水泳場を閉鎖したことに伴う対応。
- 1986年（昭和61年）12月20日：駅名を西山名駅に改称。
- 1988年（昭和63年）5月1日：無人化。

## 駅構造
単式ホーム1面1線の地上駅。無人駅である。

## 利用状況
1日の平均乗車人員は以下の通りである。出典は高崎市統計季報より。
| 年度   | 1日平均人数 |
| ------ | ----------- |
| 2003年 | 129         |
| 2004年 | 139         |
| 2005年 | 148         |
| 2006年 | 149         |
| 2007年 | 143         |
| 2008年 | 141         |
| 2009年 | 158         |
| 2010年 | 176         |
| 2011年 | 174         |
| 2012年 | 198         |
| 2013年 | 190         |
| 2014年 | 180         |
| 2015年 | 167         |
| 2016年 | 168         |
| 2017年 | 174         |
| 2018年 | 165         |
| 2019年 | 154         |
| 2020年 | 126         |
| 2021年 | 150         |
| 2022年 | 136         |

## 駅周辺
- 高崎産業技術専門校
- 群馬県道200号後賀山名停車場線

## バス路線
最寄りのバス停は「高崎産業技術専門校」である。
| 停留所             | 系統            | 行先                 | 運行会社                 | 備考                   |
| ------------------ | --------------- | -------------------- | ------------------------ | ---------------------- |
| 高崎産業技術専門校 | 11 （倉賀野線） | 高崎駅西口           | 高崎市内循環バスぐるりん | 下中居・倉賀野駅コース |
| 高崎産業技術専門校 | 12 （倉賀野線） | 高崎駅西口           | 高崎市内循環バスぐるりん | 佐野小・商科大学コース |
| 高崎産業技術専門校 | 南陽台・馬庭線  | 牛伏車庫 ／ 吉井支所 | よしいバス               | 休日運休               |

## その他
- 特徴的なスタイルの駅設備類は、高崎産業技術専門校の生徒の卒業制作によるものである。

## 隣の駅
上信電鉄
■上信線
山名駅 - 西山名駅 - 馬庭駅